# Tygrys podczas burzy tropikalnej
Tygrys podczas burzy tropikalnej (fr. Tigre dans une tempête tropicale lub Surpris!) – obraz olejny namalowany w 1891 przez francuskiego malarza naiwnego Henriego Rousseau. Był to pierwszy z grupy obrazów przedstawiających dżunglę, z których artysta jest najbardziej znany.

## Historia i opis
Malowidło ukazuje tygrysa pośród szalejącej wichury, oświetlonego blaskiem błyskawicy, przygotowującego się do skoku na upatrzoną ofiarę. Ofiara tygrysa znajduje się poza ramami płótna, rezultat łowów pozostawiony jest więc wyobraźni widza, choć pierwotny tytuł dany obrazowi przez Rousseau, Zaskoczony!, sugeruje, że to tygrys miał przewagę. Rousseau później stwierdził, że jego tygrys miał właśnie rzucić się na grupę badaczy. Pomimo widocznej prostoty, obrazy Rousseau przedstawiające dżunglę były malowane precyzyjnie, warstwami, z użyciem dużej liczby zielonych odcieni, żeby uchwycić bujność i obfitość roślinności. Rousseau wymyślił również własną metodę przedstawiania ulewnego deszczu przy pomocy pasemek malowanych srebrnym kolorem, biegnących skośnie przez płótno; w technice tej widoczna była inspiracja precyzyjnymi i gładko wykańczanymi malowidłami Williama-Adolphe’a Bouguereau. Motyw tygrysa zaczerpnął Rousseau być może z rysunków i obrazów Eugène’a Delacroix.

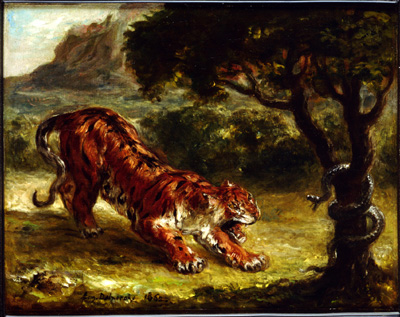
Eugène Delacroix, Tygrys i wąż (1862)

Nie mogąc uzyskać aprobaty obrazu przez Królewską Akademię Malarstwa i Rzeźby, w 1891 Rousseau wystawił Tygrysa podczas burzy tropikalnej pod tytułem Surpris!  (Zaskoczony! ) na wystawie Salonu Niezależnych; wystawa Salonu Niezależnych nie podlegała werdyktowi jury i była dostępna dla wszystkich artystów. Obraz spotkał się z mieszanym przyjęciem. Większość krytyków kpiła z Rousseau, nazywając jego prace dziecięcymi, ale Félix Vallotton, młody szwajcarski malarz, który później przyczynił się w znaczący sposób do rozwoju techniki drzeworytu, tak ocenił Tygrysa podczas burzy tropikalnej:

Jego tygrys zaskakujący ofiarę to coś, co trzeba koniecznie zobaczyć, to alfa i omega malarstwa, które tak zbija z tropu, że oprócz tak dużej kompetencji i dziecięcej naiwności, wydobywa i stawia pod znakiem zapytania najgłębiej zakorzenione przekonania.

Rousseau utrzymywał, iż doświadczył życia w dżungli podczas wyprawy do Meksyku w 1860 w charakterze członka orkiestry wojskowej. Tymczasem Rousseau w rzeczywistości nigdy nie opuszczał Francji a jego inspiracje prawdopodobnie pochodziły z paryskich ogrodów botanicznych, jak Jardin des Plantes (przy którym istniały galerie wypchanych egzotycznych zwierząt), oraz z publikacji i książek. Tygrysy nie występują w Ameryce w naturalnym środowisku. Społeczeństwo francuskie epoki fin de siècle było zafascynowane egzotyczną i niebezpieczną tematyką, jak dzikość zwierząt i ludzi z dalekich krajów.
Chociaż Tygrys podczas burzy tropikalnej przyniósł Rousseau pierwsze wyrazy uznania i w kolejnych latach nadal wystawiał on swoje obrazy w Salonie Niezależnych, to do tematu dżungli powrócił dopiero po 7 latach, wystawiając w 1898 w Salonie obraz Walka o życie (obecnie zaginiony). Reakcja krytyki była mało pochlebna:

Henri Rousseau nadal wyraża swoje wizje na płótnie przy pomocy nieprzekonywujących dżungli, wyrastających z głębin jeziora absyntu, ukazuje nam krwawe walki zwierząt uciekających od wytwórcy drewnianych koni

Minęło kolejnych 5 lat, zanim Rousseau przedstawił kolejny obraz, którego sceneria rozgrywała się w dżungli – Skauci zaatakowani przez tygrysa (1904). Do tematu powrócił jeszcze w 1908 wystawiając obraz Walka pomiędzy tygrysem a bawołem. Namalował też jego zmniejszoną wersję, Dżungla z bawołem zaatakowanym przez tygrysa, którą następnie zaoferował do sprzedaży Ambroise’owi Vollardowi. Uzyskał za niego ostatecznie 190 franków, a do zaoferowanego wcześniej obrazu dołączył również Tygrysa podczas burzy tropikalnej i Ogród luksemburski.
Nastawienie do obrazów Rousseau przedstawiających dżunglę ewoluowało z czasem. Do zainteresowania tematyką egzotyczną przyczyniła się śmierć Paula Gauguina (1903), a także zmiana nastawienia do ekspansji kolonialnej Francji, która najpierw była uważana za kontrowersyjną, a potem stała się względnie popularna. Mnożyły się obrazy egzotyki: prasa ilustrowana przynosiła zdjęcia badaczy lub turystów zaatakowanych przez zwierzęta, egzotycznych widoków dostarczał również film. Ta mieszanka realizmu i fantazji przenikała także do dzieł Rousseau, inspirując niektóre z nich, przedstawiające walki w dżungli. Kontrowersyjne oceny prac Rousseau, wyrażane początkowo przez krytyków zmieniły się dopiero ok. 1905. Krytycy twórczości potrzebowali czasu aby zrozumieć jego umiejętności plastyczne i zaakceptować jego alternatywne metody ekspresji artystycznej.
Tygrys podczas burzy tropikalnej został w 1972 nabyty przez londyńską National Gallery dzięki wsparciu amerykańskiego miliardera-filantropa Waltera H. Annenberga.